# 사르킥
사르킥(고대 그리스어: σάρξ→육[肉]) 또는 휠릭(고대 그리스어: ὕλη→물질)은 영지주의에서 인간본성의 가장 저열한 단계, 육체적이고 본능적인 단계를 말한다. 다만 이것이 사유와 대립되는 육체를 의미하는 것은 아니고, 사르킥 단계는 사유의 가장 저열한 단계인 것이라고 한다.